# Midnight Special
Midnight Special (bra: Destino Especial) é um filme americano de 2016 de gênero ficção científica, dirigido por Jeff Nichols e protagonizado por Michael Shannon, Jaeden Lieberher, Kirsten Dunst, Joel Edgerton e Adam Driver. É o quarto filme de Jeff Nichols, sendo a sua primeira produção. Shannon interpreta um pai que foge com seu filho do governo e de um culto depois que descobrem que seu filho tem poderes especiais.

## Elenco
- Michael Shannon, como Roy Tomlin
- Joel Edgerton, como Lucas
- Kirsten Dunst, como Sarah Tomlin
- Adam Driver, como Paul Sevier
- Jaeden Lieberher, como Alton Meyer
- Sam Shepard, como Calvin Meyer
- Paul Sparks, como Agente Miller
- Nathan Brimmer, como Agente do FBI
- Bill Camp, como Doak
- Scott Haze, como Levi
- James DuMont, como  Comandante de base
- Billy Slaughter, como Agente Cole
- Sean Bridgers, como Fredrick

## Recepção
No consenso do agregador de críticas Rotten Tomatoes diz que "os intrigantes mistérios do Midnight Special podem não satisfazer o gosto de todos os espectadores, mas a jornada é ambiciosa, divertida e bem atuada." Na pontuação onde a equipe do site categoriza as opiniões da grande mídia e da mídia independente apenas como positivas ou negativas, o filme tem um índice de aprovação de 83% calculado com base em 240 comentários dos críticos. Por comparação, com as mesmas opiniões sendo calculadas usando uma média aritmética ponderada, a nota alcançada é 7,3/10.
Em outro agregador, o Metacritic, que calcula as notas das opiniões usando somente uma média aritmética ponderada de determinados veículos de comunicação em maior parte da grande mídia, tem uma pontuação de 76/100, alcançada com base em 44 avaliações da imprensa anexadas no site, com a indicação de "revisões geralmente favoráveis."